# 6.ª Flota (Japón)

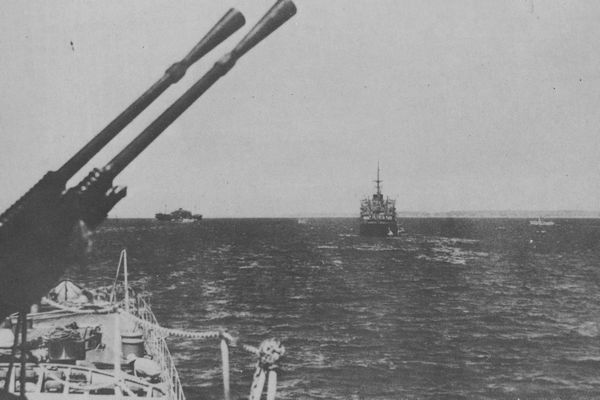
La 6.ª Flota en 1942.

La 6.ª Flota (第六艦隊, Dai-roku Kantai) fue una flota de la Armada Imperial Japonesa que durante la Segunda Guerra Mundial tuvo la responsabilidad principal del mando de las operaciones submarinas.

## Historia
La 6.ª Flota se formó el 15 de noviembre de 1940 y se le asignó el control general de todas las operaciones de submarinos de la Armada. Su misión inicial fue el reconocimiento de la costa oeste de los Estados Unidos, la costa este de Australia y las rutas marítimas del Océano Índico.

### Antecedentes
Japón tenía antes del ataque a Pearl Harbor una flota de submarinos diversa, algunos de los cuales tenían distinciones únicas: los únicos submarinos en existencia de más de 5.000 toneladas de desplazamiento sumergido, submarinos de más de 120 metros de largo (hasta el advenimiento de la energía nuclear), los 41 submarinos en su séquito (y del mundo) que podrían transportar aviones especialmente diseñados, y submarinos con los alcances más largos y las velocidades más altas de cualquier nación. Con el desarrollo de la variante lanzada por submarinos del torpedo Tipo 95 propulsado por oxígeno Long Lance, Japón no solo tenía el torpedo más avanzado del mundo, sino también uno con la ojiva más grande.
A pesar de estas ventajas, los submarinos de la Armada Imperial Japonesa lograron muy poco durante la Segunda Guerra Mundial, principalmente porque, en retrospectiva, sufrieron la estrategia anticuada del Estado Mayor de la Armada Imperial Japonesa, que veía a los submarinos como poco más que exploradores cuyo papel principal era localizar y seguir a las fuerzas de tarea navales enemigas. en preparación para un conflicto superficial decisivo. Tal vez el Estado Mayor de la Armada tardó en cambiar, ya que los submarinos eran generalmente lentos para sumergirse, fáciles de rastrear con radar y sonar, difíciles de maniobrar bajo el agua y menos resistentes que sus contrapartes de submarinos alemanes.

### Primeras etapas de la guerra del Pacífico
Al comienzo de la guerra del Pacífico, se utilizaron minisubmarinos en el reconocimiento preparatorio del fondeadero de la Armada de los EE. UU. en Pearl Harbor, en Hawái, y en las etapas iniciales del ataque a Pearl Harbor. Con el estallido de la guerra, la misión de la 6.ª Flota se amplió para incluir la interdicción de barcos y la colocación de minas. También se llevaron a cabo algunas misiones especializadas, como el ataque al puerto de Sydney con el uso de minisubmarinos. La 6.ª Flota cooperó brevemente con la Kriegsmarine (Marina alemana) en el Océano Índico en operaciones para interceptar el comercio británico desde su base en Penang, pero estas misiones fueron pocas. El Estado Mayor de la Armada Imperial Japonesa puso más énfasis en las operaciones de emboscada de los buques capitales aliados. En 1942, a los submarinos japoneses se les atribuyó el hundimiento de dos portaaviones, un crucero y varios destructores, además de dañar un portaaviones y dos acorazados.

### Últimas etapas de la guerra del Pacífico
Después de 1942, el Estado Mayor de la Armada tuvo poco apoyo para continuar el uso de submarinos en operaciones de emboscada. En cambio, las pérdidas masivas de buques de superficie japoneses en acciones como la campaña de las Islas Salomón requirieron numerosas salidas de submarinos para defender el transporte de suministros críticos y refuerzos a puestos militares aislados en islas en lugar de acciones militares ofensivas.
El desarrollo de la guerra antisubmarina por parte de la Armada de los EE. UU. resultó en pérdidas cada vez mayores para la Armada Imperial: comenzaron la guerra con 63 submarinos (sin incluir los minisubmarinos) y completaron la construcción de 111 durante la guerra. De estos 174 buques de la Armada Imperial Japonesa, 128 se perdieron durante el conflicto y la mayoría del equipo superviviente eran buques de entrenamiento, o se completaron tan cerca del final de la guerra que nunca entraron en combate. Ninguno de los 30 submarinos que apoyaron el ataque a Pearl Harbor sobrevivió a la guerra.
Kwajalein, en las Islas Marshall, fue la base principal para las operaciones de submarinos japoneses en el Pacífico hasta que cayó en manos de los EE. UU. en febrero de 1944; el cuartel general de la 6.ª Flota se trasladó a Saipán en las Islas Marianas. La caída de este último ante los EE. UU. en julio de 1944 resultó en la muerte del comandante en jefe de la 6.ª Flota, el almirante Takeo Takagi, y la mayor parte de su personal.
La mayor vigilancia de la Flota de EE. UU. durante la batalla de Filipinas y hasta la guerra relegó el uso de submarinos en gran medida como portaaviones para misiones suicidas kaiten.
La salida final de la sexta flota fue después de la terminación de la guerra, cuando el supersubmarino japonés I-401 regresó a Yokosuka desde Ulithi.

## Organización

### 15 de noviembre de 1940
- 1.ª Escuadra de Submarinos: crucero de entrenamiento Katori (buque insignia), portaaviones Taigei, submarino I-20
  - 1.ª División de Submarinos: submarinos I-15, I-16, I-17
  - 2.ª División de Submarinos: crucero ligero Isuzu
  - 11.ª División de Submarinos: submarinos I-74, I-75
  - 12.ª División de Submarinos: submarinos I-68, I-69, I-70
  - 20.ª División de Submarinos: submarinos I-71, I-72, I-73
- 3.ª Escuadra de Submarinos: submarino auxiliar Chōgei, submarino I-7
  - 7.ª División de Submarinos: submarinos I-1, I-2, I-3
  - 8.ª División de Submarinos: submarinos I-4, I-5, I-6

### 1 de diciembre de 1941
- Crucero de entrenamiento Katori (buque insignia), buque cisterna Ondo
- 1.ª Escuadra de Submarinos: submarino auxiliar Yasukuni Maru, submarino I-9
  - 1.ª División de Submarinos: submarinos I-15, I-16, I-17
  - 2.ª División de Submarinos: submarinos I-18, I-19, I-20
  - 3.ª División de Submarinos: submarinos I-21, I-22, I-23
  - 4.ª División de Submarinos: submarinos I-24, I-25, I-26
- 2.ª Escuadra de Submarinos: submarino auxiliar Santos Maru, submarino I-7, I-10
  - 7.ª División de Submarinos: submarino I-1, I-2, I-3
  - 8.ª División de Submarinos: submarino I-4, I-5, I-6
- 3.ª Escuadra de Submarinos: submarino auxiliar Taigei, submarino I-8
  - 11.ª División de Submarinos: submarino I-74, I-75
  - 12.ª División de Submarinos: submarino I-68, I-69, I-70
  - 20.ª División de Submarinos: submarino I-71, I-72, I-73

### 15 de junio de 1944
- La 6.ª Flota no tiene un buque insignia, porque la sede se trasladó tierra adentro.
- Submarino I-10
- 7.ª Escuadra de Submarinos
  - 51.ª División de Submarinos: submarinos Ro-109, Ro-112, Ro-113, Ro-114, Ro-115, Ro-117
- 8.ª Escuadra de Submarinos: submarinos I-8, I-26, I-27, I-29, I-37, I-52, I-165, I-166, Ro-501
- 11.ª Escuadra de Submarinos: buque nodriza de submarinos Chōgei, submarinos I-33, I-46, I-54, I-55, I-361, I-362, Ro-46, Ro-48
  - 7.ª División de Submarinos: submarinos I-5, I-6
  - 12.ª División de Submarinos: submarinos I-169, I-174, I-175, I-176
  - 15.ª División de Submarinos: submarinos I-16, I-32, I-36, I-38, I-41, I-44, I-45, I-53
- 22.ª Flotilla de Submarinos: submarinos I-177, I-180, I-183, I-184, I-185
- 34.ª Flotilla de Submarinos: submarinos Ro-36, Ro-41, Ro-42, Ro-43, Ro-44, Ro-45, Ro-47

### 1 de junio de 1945
- 22.ª Escuadra de Patrulla: Buque de defensa auxiliar Kiku-maru
  - 4 divisiones de patrulla
- 31.ª Escuadra de Cazadores: destructor Hanazuki
  - 17.ª División de Destructores: destructor Yukikaze
  - 41.ª División de Destructores: destructor Suzutsuki, Fuyutsuki
  - 43.ª División de Destructores: destructor Take, Kiri, Maki, Sii
  - 52.ª División de Destructores: destructor Sugi, Kashi, Kaba, barco de escolta CD-31, CD-43
- 11.ª Escuadra de Submarinos: buque nodriza de submarinos Chōgei, submarino I-201, I-202, I-203
  - 1.ª División de Submarinos: submarinos I-13, I-400, I-401
  - 15.ª División de Submarinos: submarinos I-36, I-47, I-53, I-58
  - 16.ª División de Submarinos: submarinos I-369, I-372, Ha-101, Ha-102, Ha-104
  - 34.ª División de Submarinos: submarino Ha-109

## Comandantes

### Comandante en Jefe
| Rango         | Nombre                   | Fecha                   | Fecha                    |
| ------------- | ------------------------ | ----------------------- | ------------------------ |
| Vicealmirante | Noboru Hirata            | 15 de noviembre de 1940 | 21 de julio de 1941      |
| Vicealmirante | Mitsumi Shimizu          | 21 de julio de 1941     | 16 de marzo de 1942      |
| Vicealmirante | Marqués Teruhisa Komatsu | 16 de marzo de 1942     | 21 de junio de 1943      |
| Vicealmirante | Takeo Takagi             | 21 de junio de 1943     | 10 de julio de 1944      |
| Vicealmirante | Shigeyoshi Miwa          | 10 de julio de 1944     | 1 de mayo de 1945        |
| Vicealmirante | Marquis Tadashige Daigo  | 1 de mayo de 1945       | 15 de septiembre de 1945 |

### Jefe de Estado Mayar
| Rango           | Nombre             | Fecha                   | Fecha                    |
| --------------- | ------------------ | ----------------------- | ------------------------ |
| Vicealmirante   | Hisashi Ichioka    | 15 de noviembre de 1940 | 6 de enero de 1941       |
| Vicealmirante   | Hisashi Mito       | 6 de enero de 1941      | 22 de octubre de 1942    |
| Contraalmirante | Hisagoro Shimamoto | 22 de octubre de 1942   | 15 de noviembre de 1943  |
| Contraalmirante | Kozo Nishina       | 15 de noviembre de 1943 | 21 de diciembre de 1944  |
| Contraalmirante | Hankyu Sasaki      | 21 de diciembre de 1944 | 15 de septiembre de 1945 |